# Хартль (Штирия)
Хартль (нем. Hartl (Steiermark)) — коммуна в Австрии, в федеральной земле Штирия. 
Входит в состав округа Хартберг.  Население составляет 838 человек (на 31 декабря 2005 года). Занимает площадь 14,71 км². Официальный код  —  60 712.

## Политическая ситуация
Бургомистр коммуны — Херман Грасль (АНП) по результатам выборов 2005 года.
Совет представителей коммуны (нем. Gemeinderat) состоит из 9 мест.
- АНП занимает 9 мест.